# The Dawning (film 1912)
The Dawning è un cortometraggio muto del 1912. Il nome del regista non viene riportato nei credit del film, sceneggiato e interpretato da Leah Baird.

## Produzione
Il film fu prodotto dalla Vitagraph Company of America.

## Distribuzione
Distribuito dalla General Film Company, il film - un cortometraggio in due bobine - uscì nelle sale cinematografiche statunitensi il 6 dicembre 1912.